# San Emiliano (León)
San Emiliano ist eine Gemeinde (Municipio)  mit 596 Einwohnern (Stand: 2024) im nordwestlichen Zentral-Spanien in der Provinz León in der Autonomen Gemeinschaft Kastilien-León. Die Gemeinde besteht neben dem namensgebenden Hauptort San Emiliano aus den Ortschaften Candemuela, Cospedal, Genestosa, La Majúa, Pinos, Riolago, Robledo de Babia, Torrebarrio, Torrestío, Truébano, Villafeliz de Babia, Villargusán und Villasecino.

## Geografie
San Emiliano liegt im nördlichen Teil der Provinz León und liegt an den Südhängen des Kantabrischen Gebirges am Río Luna in einer Höhe von 1180 m. Die Stadt León liegt etwa 75 Kilometer südsüdöstlich von San Emiliano.

## Bevölkerungsentwicklung
| Jahr        | 1900 | 1970 | 1981 | 1991 | 2001 | 2011 | 2021 |
| ----------- | ---- | ---- | ---- | ---- | ---- | ---- | ---- |
| Einwohner   | 2903 | 1684 | 1289 | 1078 | 830  | 708  | 620  |
| Quelle: INE |      |      |      |      |      |      |      |

## Sehenswürdigkeiten
- Kirche von San Emiliano
- Kirche von Candemuela
- Kirche von Riolago de Babia
- Herrenhaus der Quiñones in Riolago de Babia

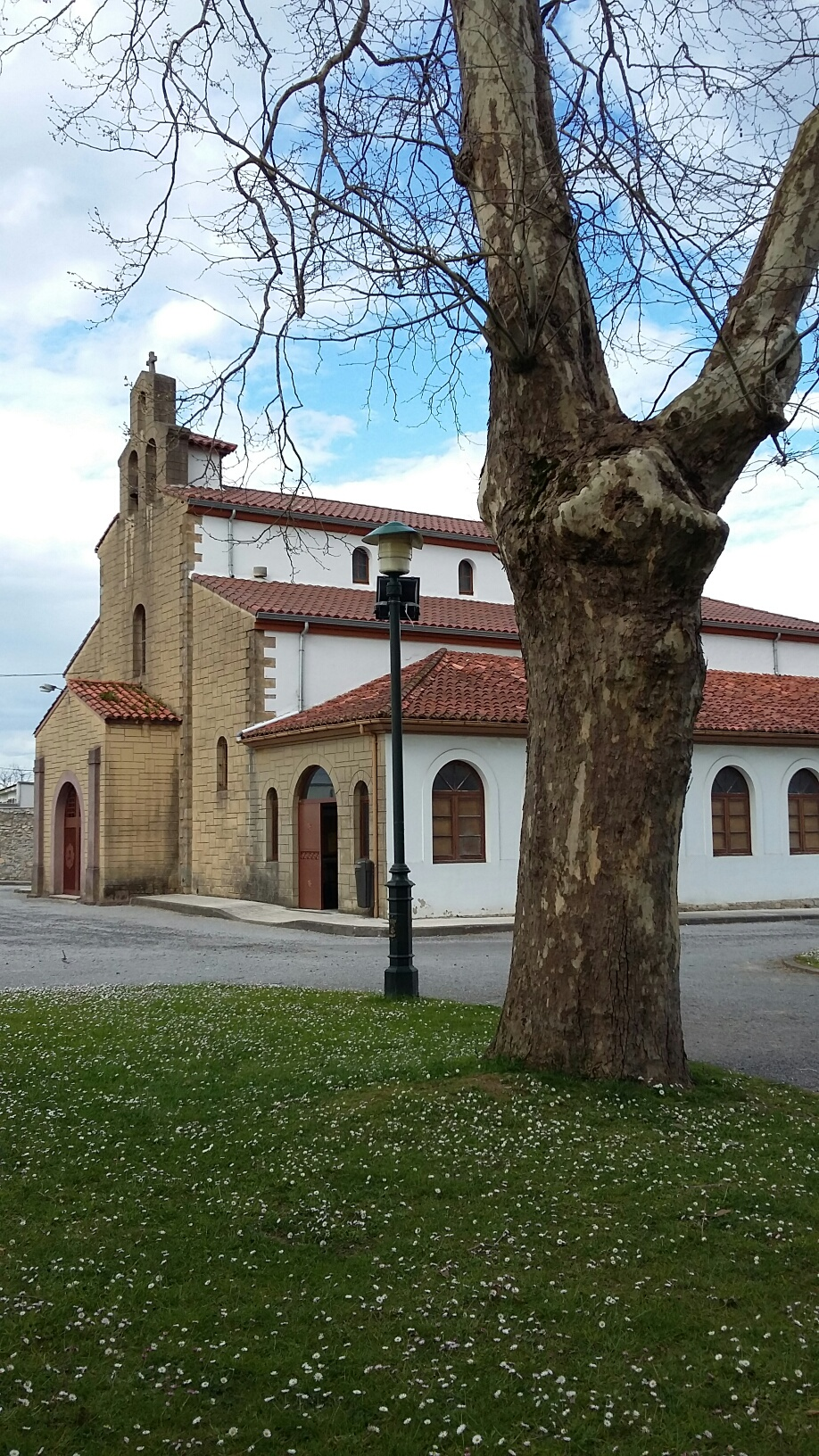
Kirche von San Emiliano
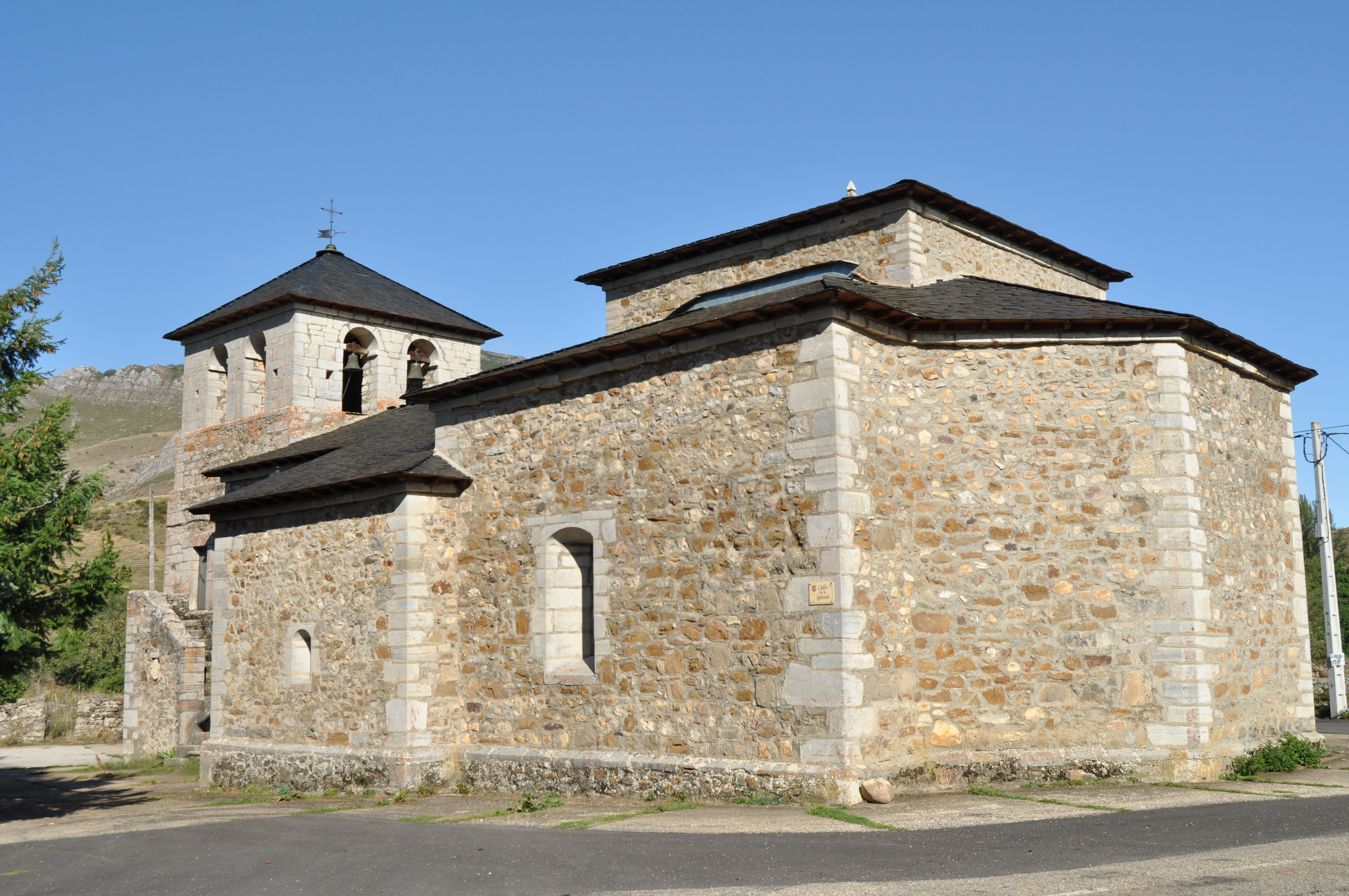
Kirche von Candemuela
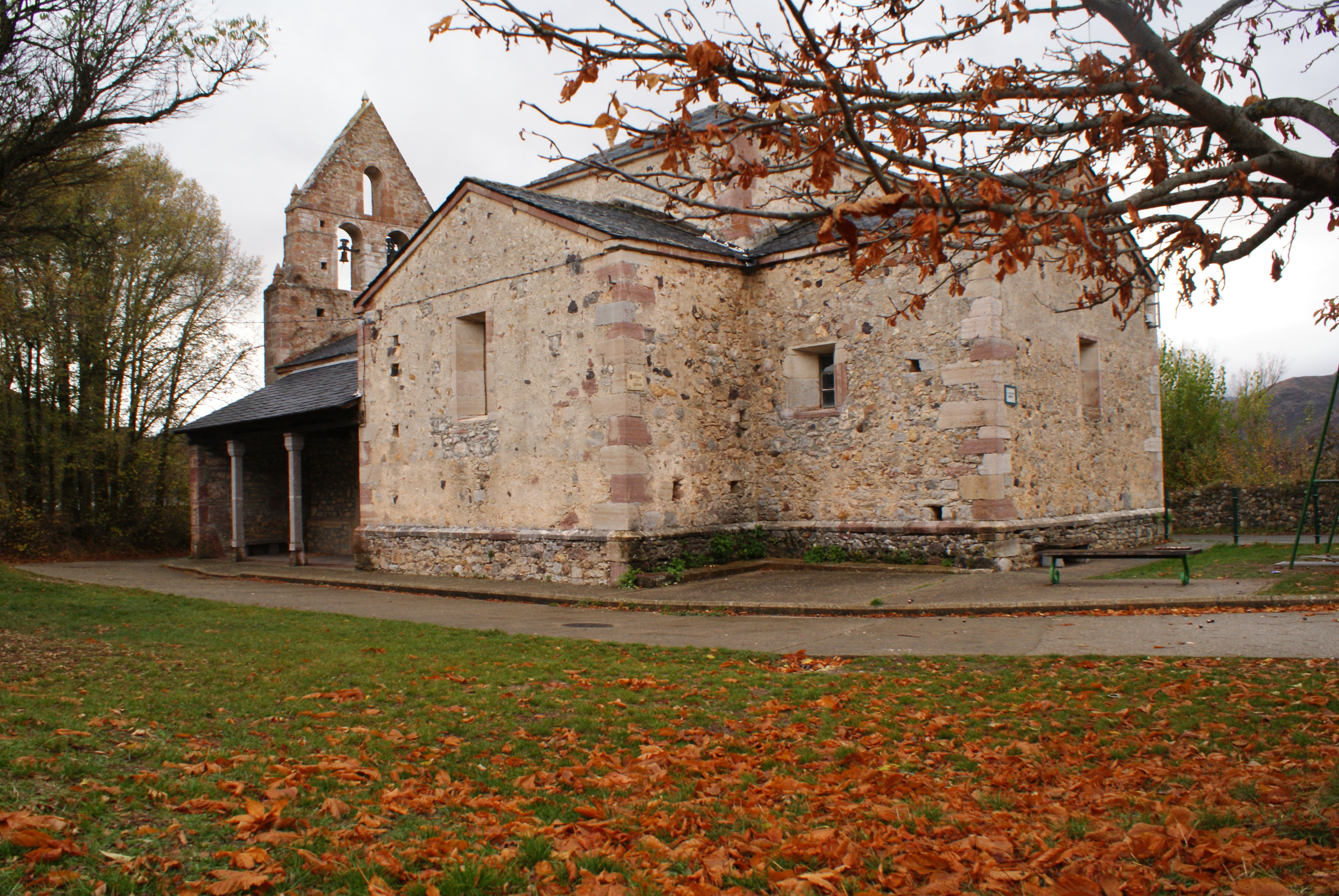
Kirche von Riolago de Babia
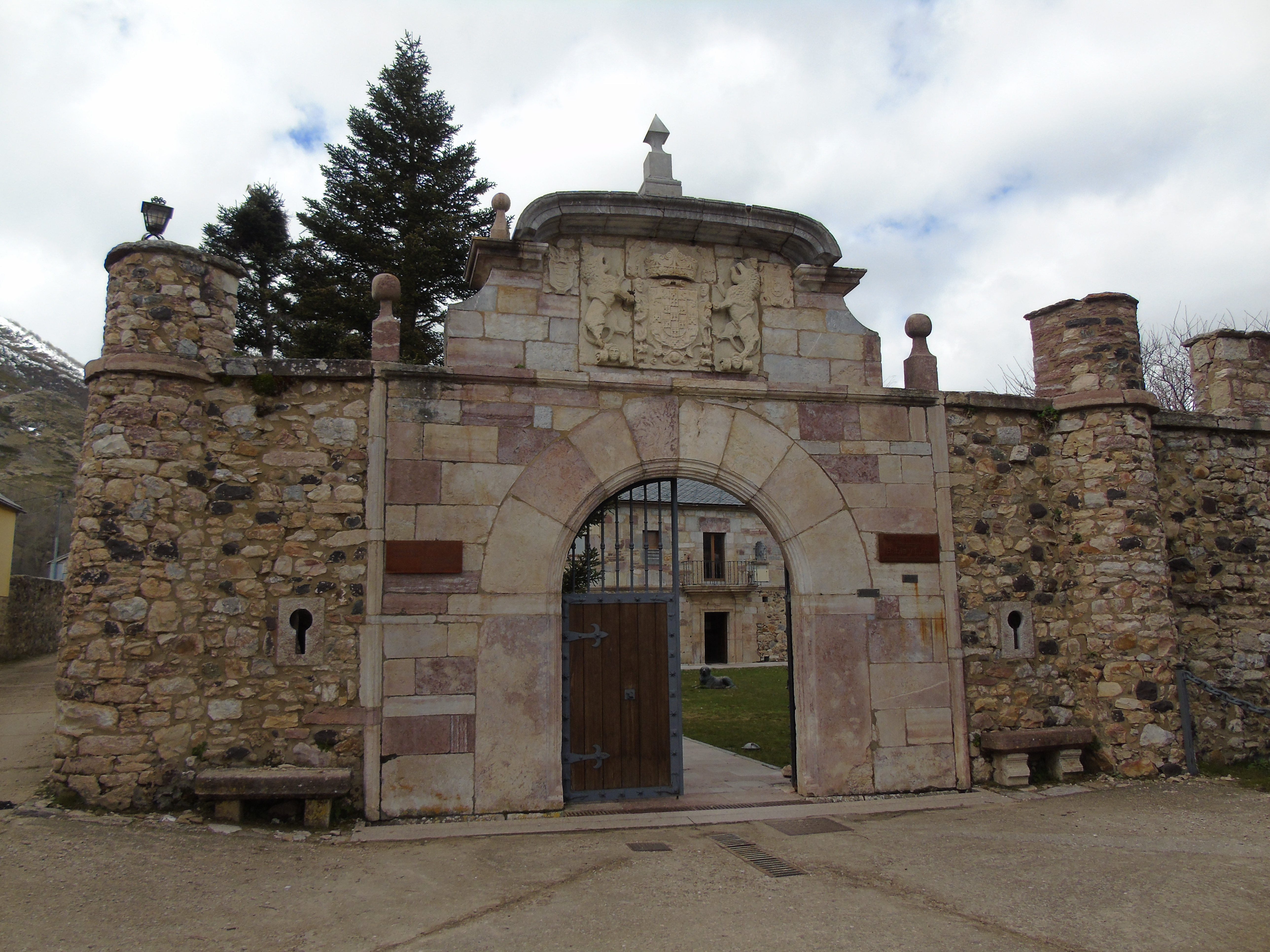
Herrenhaus der Quiñones